# Семь дней (издательский дом)
АО «Издательство Семь Дней» — российский издательский дом. Штаб-квартира — в Москве. Основан в 1995 году. С июля 2020 года 100 % его акций принадлежат холдингу «Газпром-медиа».
На апрель 2020 года, по данным Mediascope, аудитория каждого его печатного издания не превышала 2 млн человек, преимущественно, жителей крупных городов. Наибольшую отдачу давал сайт 7days.ru, общий для всех проектов ИД, на мобильных устройствах и десктопах — около 5 млн читателей.

## Собственники и руководство
- Издательский дом «Семь дней» был основан 24 октября 1995 года[3]. В январе 1996 года в продажу поступил первый номер обновлённого одноимённого еженедельника-телегида[4].
- В 2001 году у всей собственности «Медиа-Моста» (телекомпании НТВ, ТНТ, НТВ+, радиостанция «Эхо Москвы», издательский дом «Семь дней») в результате «спора хозяйствующих субъектов» сменился владелец — им стал «Газпром-Медиа». Новый владелец сразу же закрыл ежедневную газету «Сегодня», а из журнала «Итоги» уволил всю команду во главе с основателем журнала Сергеем Пархоменко. Дочерняя компания Газпрома Leadville Investment Ltd. претендовала на 19 % ценных бумаг НТВ и 25 % акций компаний «НТВ-Плюс», «ТНТ-Телесеть», «Эхо Москвы» и издательского дома «Семь дней».
- В ноябре 2001 года «Газпром-Медиа» оформила право собственности на 25-процентные пакеты акций ЗАО «НТВ-Плюс», ЗАО «ТНТ-Телесеть» и ЗАО «Издательство Семь дней». Переход права собственности на эти ценные бумаги был зафиксирован в реестрах акционеров указанных компаний, которые ведет независимый регистратор ОАО «Центральный московский депозитарий»[5].
- Президент издательства в 1995—2020 годах — Дмитрий Бирюков, с 2020 года — Кирилл Дыбский.
- В июле 2020 года основатель издательского дома Дмитрий Бирюков решил продать оставшийся у него пакет в 24,99 % акцию «Газпром-медиа», объяснив, что у «издательства должен был остаться один собственник — либо я, либо „Газпром-Медиа“, который бы единолично управлял этим бизнесом и финансировал его»[2].

## Проекты
Издательский дом издаёт следующие периодические издания:
- «Семь дней» — еженедельный глянцевый журнал с телепрограммой. Выпускается с 1995 года.
- «Караван историй» — ежемесячный женский глянцевый журнал. Выпускается с 1998 года.
- «Коллекция Караван историй» — ответвление от журнала «Караван историй», основано в марте 2006 года.

Издательству принадлежат интернет-порталы «7Дней.ру» и AUTOITOGI.RU.

### Закрытые проекты
- «Сегодня» — ежедневная общественно-политическая газета, издавалась с 1993 по 2001 год.
- «Итоги» — еженедельный общественно-политический журнал. Выпускался с марта 1996 года, закрыт в феврале 2014 года[7][8].
- «Штаб-квартира» — журнал о дизайне. Издавался с июня 2002 года по 2008 год.
- Nomobile.ru — профильный сайт о мобильных устройствах и прочих гаджетах. Создан Николаем Турубаром в 2005 году. Проект ещё официально не закрыт, но вся команда сайта ушла из проекта 27 августа 2013 года, а его развитием «Семь дней» заниматься больше не собираются.